# C7orf66
C7orf66 (англ. Chromosome 7 open reading frame 66) – білок, який кодується однойменним геном, розташованим у людей на 7-й хромосомі. Довжина поліпептидного ланцюга білка становить 115 амінокислот, а молекулярна маса — 13 234.
| 10         |  | 20         |  | 30         |  | 40         |  | 50         |
| ---------- |  | ---------- |  | ---------- |  | ---------- |  | ---------- |
| MMAVMTPSDG |  | LSQLSVPHLT |  | HQRLWSLSCL |  | AMLFQAVLIL |  | SAPQMSCLLK |
| CFYALDPLHP |  | VMSEEFSAQY |  | RHMMDQRYRT |  | RIHEGYISQV |  | KGAYLRIVHK |
| KPISYAKSFP |  | KEMGN      |  |            |  |            |  |            |

A: Аланін

C: Цистеїн

D: Аспарагінова кислота

E: Глутамінова кислота

F: Фенілаланін

G: Гліцин

H: Гістидин

I: Ізолейцин

K: Лізин

L: Лейцин

M: Метіонін

N: Аспарагін

P: Пролін

Q: Глутамін

R: Аргінін

S: Серин

T: Треонін

V: Валін

W: Триптофан

Локалізований у мембрані.